# Gustavo Dezotti
Gustavo Abel Dezotti (* 14. Februar 1964 in Monte Buey, Provinz Córdoba) ist ein ehemaliger argentinischer Fußballspieler.

## Karriere

### Verein
Der Stürmer Gustavo Dezotti begann seine Profikarriere 1982 bei den Newell’s Old Boys in Rosario. Er blieb dort bis 1988 unter Vertrag. Am Ende der Saison 1988 gewann er mit seinem Team die argentinische Meisterschaft und wechselte anschließend nach Europa zu Lazio Rom, wo er in seiner einzigen Saison für Lazio zwar 29 Ligaspiele bestritt, aber nur 3 Tore erzielte. Er wechselte 1989 zum italienischen Club US Cremonese, wo er bis 1994 in 154 Ligaspielen 51 Tore erzielte. Danach spielte er noch in Mexiko beim Club León und Atlas Guadalajara und beendete 1998 beim Defensor Sporting Club in Uruguay seine Karriere.

### Nationalmannschaft
Für die argentinische Fußballnationalmannschaft bestritt er neun Länderspiele und erzielte ein Tor. Er nahm an der Fußball-Weltmeisterschaft 1990 in Italien teil. Dezotti spielte im Finale gegen Deutschland an der Seite von Diego Maradona von Beginn an im Angriff für den gesperrten Claudio Caniggia. Bereits in der ersten Hälfte wurde er verwarnt. In der 86. Spielminute wurde er nach einem Würgegriff gegen Jürgen Kohler des Feldes verwiesen. Die Tätlichkeit geschah eine Minute nachdem Andreas Brehme Deutschland mit 1:0 in Front gebracht hatte.

## Erfolge
- 1990: Vizeweltmeister